# Krzywa Peana

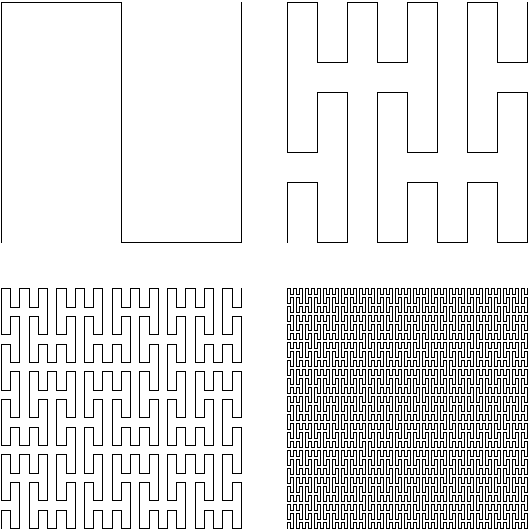
Kolejne etapy powstawania krzywej Peana, która wypełnia w granicy cały kwadrat

Krzywa Peana – przykład ciągłego odwzorowania odcinka na kwadrat. 
Gdy w roku 1887 Camille Jordan podał następującą definicję krzywej (nazywanej dzisiaj krzywą Jordana):
krzywa jest to funkcja ciągła określona na odcinku [0,1]
wydawało się, że jest to definicja nieźle oddająca intuicję matematyków. Krzywa w tym rozumieniu nie jest co prawda „linią”, lecz funkcją, ale „udziwnienie” jest pozorne, bo obraz odcinka [0,1] poprzez tę funkcję w „wielu naturalnych” przypadkach jest właśnie tym, co można linią nazwać.
Jednak trzy lata później, w roku 1890, włoski matematyk Giuseppe Peano podał przykład krzywej w sensie Jordana, który kłócił się z naturalną intuicją – okazało się bowiem, że ciągłym obrazem odcinka może być cały kwadrat.
Niezależnie od Peana podobną krzywą rozpatrywał i skonstruował w tym samym czasie David Hilbert. 